# 安徽劳动大学
安徽劳动大学创建于1965年1月1日，校址位于安徽省宣城市叶家湾，距市区大约18公里。安徽劳动大学是刘少奇1964年“两种教育制度、两种劳动制度”主张在高校教育领域的深层探索。目前该校已经撤销，相关人员、档案合并入中国科学技术大学。

## 历史沿革
20世纪60年代，安徽省委省政府先后从皖南大学、安徽大学、安徽农学院、合肥师范学院等高等学校抽调教师组织成立安徽劳动大学，初设政治、中文、数理、农学4个系、4个专业。郭沫若题写了校名。
“文化大革命”开始后，刘少奇“两种教育制度”理论受到批判，“劳大”校牌被砸，并停招新生。1967年1月至1968年8月一度改名为“安徽革命大学”。
1971年劳大改为综合性大学，仍设4个系，扩大为哲学、政治经济学、政教、汉语言文学、数学、物理、农学7个专业，1975年增设茶叶系茶叶专业。1977年恢复高考制度后，学校迅速发展，数理系分为数学系、物理系。1978年始招哲学原理、政治经济学原理2个研究生班。
1979年4月起，劳动大学先后将数学、物理2系调给安徽教育学院，将政治、中文2系分别调给安徽师范大学、安徽大学和安庆师范学院。调整之后，劳大主要保留了农学、茶叶等系科专业。1982年9月，安徽省人民政府正式决定将劳大改为皖南农学院。
1989年，皖南农学院建制撤销，师生迁往合肥组建合肥经济技术学院（属中国国家烟草专卖局）。1999年12月，合肥经济技术学院并入中国科学技术大学，成为中国科技大学经济技术学院。

## 科学研究
劳大在科学研究特别是哲学社会科学研究方面成果显著，在全国性刊物上发表了数十篇有一定学术价值的论文，在共运史、中共党史、政治经济学、《红楼梦》、鲁迅研究等方面崭露头角，参加编写了一些质量较好的统编教材和学术著作，出版了《西欧近代哲学史》（商务印书馆1973年版），在国内哲学界有一定的影响。还出版发行了20期《安徽劳动大学学报》（哲学社会科学版），受到普遍重视和欢迎。自1971年改为综合性大学至1982年，共培养本、专科毕业生3720人（不含在劳大上学，后调给安徽大学的政治系、中文系七七级毕业生近600人，硕士研究生11人）。

## 引用文献
1. ↑  .   [2013-01-28]. （原始内容存档于2013-01-21）.